# Oregon State University Women's Volleyball
La Oregon State University Women's Volleyball è la squadra di pallavolo femminile appartenente alla Oregon State University, con sede a Corvallis (Oregon): milita nella West Coast Conference della NCAA Division I.

## Storia
La squadra di pallavolo femminile della Oregon State University viene fondata nel 1976. Nel 1983 si qualifica per la prima volta al torneo NCAA Division I, uscendo al primo turno. Le Beavers si qualificano per la seconda volta alla post-season nel 2001, sconfitte ancora al primo turno, mentre nel 2014 si spingono fino alle Sweet Sixteen, ottenendo il miglior risultato della propria storia.
Nel 2024 si trasferisce momentaneamente nella West Coast Conference.

## Record
| Piazzamento |   | Edizione                        |
| ----------- | - | ------------------------------- |
| Tornei NCAA | 4 | Sweet Sixteen: 1 2014           |
| Tornei NCAA | 4 | Primo turno: 3 1983, 2001, 2017 |

## Conference
- Northern Pacific Athletic Conference: 1982-1986
- Pac-12 Conference[1]: 1987-2023
- West Coast Conference: 2024-

## All-America

### Second Team
- Rachel Rourke (2009)

### Third Team
- Mary-Kate Marshall (2014)

## Allenatori
- Nadine Nixon: 1976-1977
- Rita Emery: 1978-1979
- Gerry Gregory: 1980-1982
- Jim Iams: 1983-1984
- Tino Reyes: 1985-1986
- Guy Enriques: 1987-1990
- David Gantt: 1991-1992
- Jeff Mozzochi: 1993-1998
- Nancy Somera: 1999-2004
- Taras Liskevych: 2005-2015
- Mark Barnard: 2016-